# A Mother's Nightmare
A Mother's Nightmare es una película por Sepia Films es un film de terror basado en hechos reales, protagonizado por Annabeth Gish, Jessica Lowndes y Grant Gustin.

## Sinopsis
Se trata de la lucha encubierta entre una mujer y la novia de su hijo. Vanessa es la novia que distancia a Chris de su familia. Maddie es la madre preocupada por su hijo que descubre secretos oscuros de su nuera e intenta separarla de su hijo.
Vanessa es una chica trastornada mentalmente que a causa de ver morir a su madre cuando era pequeña, fue dada en adopción a varias familias causando problemas entre los chicos de su edad, ya que se enamoraban de ella fácilmente y los inducia a la droga, alcohol hasta lograr el suicidio en los jóvenes.

## Reparto
| Actor                  | Personaje          |
| ---------------------- | ------------------ |
| Annabeth Gish          | Maddie Stewart     |
| Jessica Lowndes        | Vanessa Redlynn    |
| Grant Gustin           | Chris Stewart      |
| Jay Brazeau            | Donald Mojan       |
| Eric Breker            | Detective Harcroft |
| Aren Buchholz          | Jake               |
| Erica Carroll          | Lynn               |
| Samuel Patrick Chu     | Cam                |
| Dorothy Dalba          | Jessica            |
| Burkely Duffield       | Matt               |
| Andy Holmes            | Agente Young       |
| Christina Jastrzembska | Directora Overburt |
| Raphael Kepinski       | Agente Brooks      |
| Colin Lawrence         | Entrenador Brody   |
| Alexandra Mihill       | Madre de Vanessa   |
| Courtney Paige         | Cheryl             |
| Sean O. Roberts        | Lew                |
| Joel Semande           | Asistente          |
| Madison Smith          | Kale               |
| Sebastian Spence       | Steve Stewart      |
| Dane Stevens           | Médico             |
| Lanette Ware           | Agente Tate        |
| Cainan Wiebe           | Shwarzstein        |